# Olios amanensis
Olios amanensis là một loài nhện trong họ Sparassidae.
Loài này thuộc chi Olios. Olios amanensis được Embrik Strand miêu tả năm 1907.